# توماس رايت (إسكتلندا)

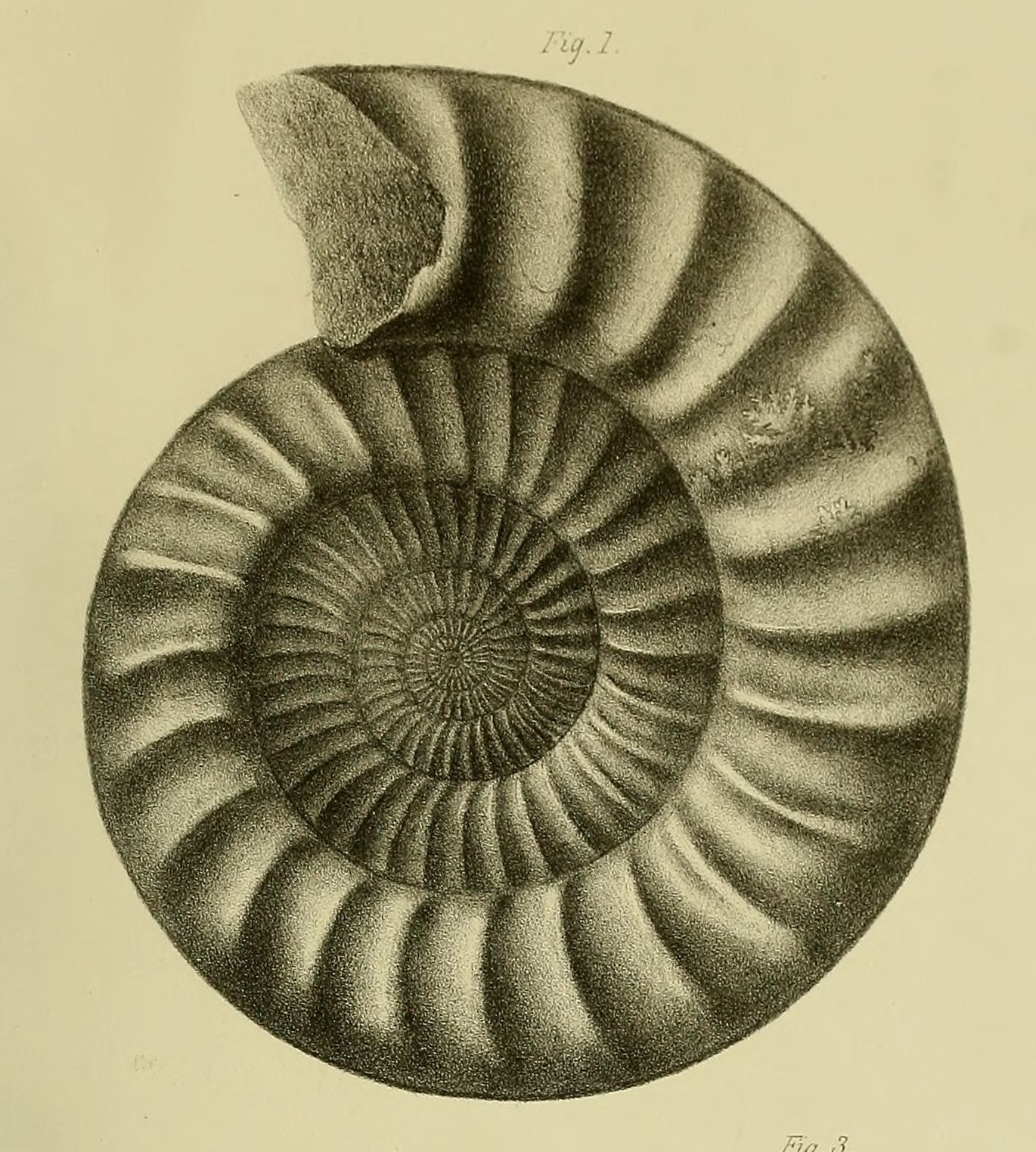
أحافير أمونية من العصر الجوراسي، من كتاب رايت

توماس رايت (بالإنجليزية: Thomas Wright)‏ (9 نوفمبر 1809 – 17 نوفمبر 1884) هو جراح إسكتلندي وإحاثي.
نشر رايت العديد من الأبحاث عن الأحفوريات التي كان قد جمعها في كوتسوولدز وفي أماكن أخرى، بما في ذلك Lias Ammonites of the British Islesودراسات عن الأحفوريات البريطانية وشوكيات الجلد من العصر الحجري (العصر الجوراسي) والعصر الطباشيري.
ولد رايت في بيزلي ودرس في الكلية الملكية للجراحين في دبلن. في عام 1846 انتقل إلى شلتنهام، حيث أصبح مسؤولا طبيا من الصحة إلى المنطقة الحضرية وجراحا في مستشفى شلتنهام العام. فاز بميدالية ولاستون في عام 1878 وأصبح زميلا في الجمعية الجمعية الملكية في عام 1879.
بعد وفاته جزء من الأحافير التي جمعها تم بيعها إلى المتحف البريطاني.

## وصلات خارجية
- Chisholm, Hugh, ed. (1911). "Wright, Thomas (1809-1884), British palaeontologist" . Encyclopædia Britannica (بالإنجليزية) (11th ed.).